# Močení

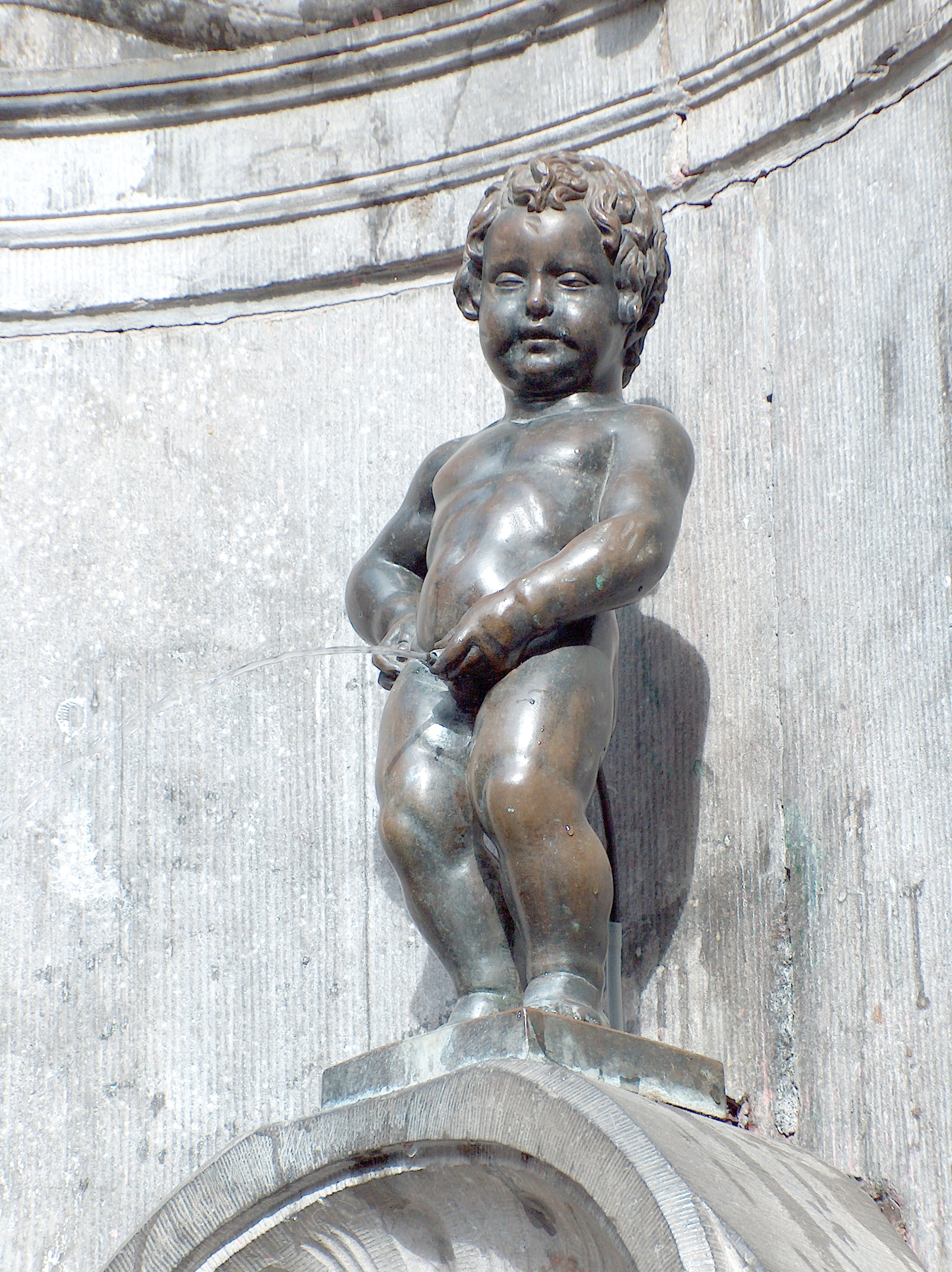
Čurající chlapeček, Brusel

Močení, též zvané urinace nebo mikce, je proces zbavování se moči z močového měchýře přes močovou trubici ven z těla. Proces močení je obvykle ovládán vůlí. Pokud člověk nad močením ztrácí kontrolu, označuje se stav jako inkontinence.

## Močový systém
Když je stěna močového měchýře napnuta, je aktivován reflex močení, což se projeví močením. Tento reflex se vyskytuje v míše[zdroj⁠?!], specificky v sakrální oblasti (u křížové kosti). Poté je modifikován vyššími centry v mozku: mostem (pons) a koncovým mozkem (cerebrum). Přítomnost moči v měchýři stimuluje mechanoreceptory napnutí, což produkuje akční potenciál.
Akční potenciály jsou přenášeny senzorickými neurony do sakrálních segmentů míchy přes pánevní nervy. Parasympatická vlákna přenášejí akční potenciály do močového měchýře v pánevních nervech. To způsobuje kontrakci (stažení) stěn měchýře. Snížené somatické motorické akční potenciály navíc způsobují uvolnění externího močového svěrače, který sestává ze skeletního (kosterního) svalu. Je-li externí močový svěrač uvolněn, moč proudí z močového měchýře, jen když je tlak dost velký na vytlačení moči. Reflex močení obvykle produkuje sérii kontrakcí (stahů) močového měchýře.
Akční potenciály přenášené senzorickými neurony z receptorů napnutí ve stěně močového měchýře též postupují míchou do center močení v mostu (pons) a velkém mozku (cerebrum)[zdroj?]. Sestupující potenciály jsou z těchto oblastí mozku posílány do sakrální oblasti míchy, kde modifikují aktivitu reflexu močení v míše. Reflex močení integrovaný v míše převládá u kojenců. Schopnost zadržet močení vůlí se vyvíjí ve věku 2-3 let a následně převládá vliv nervového mostu a velkého mozku nad míšním reflexem močení. Reflex močení integrovaný v míše je automatický, ale je stimulován nebo potlačován sestupujícími akčními potenciály. Vyšší mozková centra zamezují močení vysíláním akčních potenciálů z velkého mozku a mostu míšními dráhami k potlačení míšního reflexu močení. Následně je potlačena parasympatická stimulace močového měchýře a somatické motorické neurony udržující externí močový svěrač ve stavu sevření jsou stimulovány.
Tlak v močovém měchýři rychle roste, přesáhne-li jeho objem asi 400–500 ml, a vzrůstá frekvence akčních potenciálů přenášených senzorickými neurony. Zvýšená frekvence akčních potenciálů vedených stoupajícími míšními dráhami do mostu a velkého mozku se projevuje zvýšenou potřebou močit.
Spuštění močení vůlí zahrnuje zvýšení akčních potenciálů vysílaných z velkého mozku ke zprostředkování reflexu močení a k uvolnění vůlí externího močového svěrače. Oproti podpůrnému reflexu močení je tu i zvýšená kontrakce vůlí abdominálních (břišních) svalů, která způsobuje růst abdominálního tlaku. To posílí reflex močení zvýšeným tlakem vyvíjeným na stěnu močového měchýře.
Spuštění močení je způsobeno napnutím stěny měchýře. Ale i záněty, jako např. bakteriální infekce močového měchýře nebo močové trubice, či jiné podmínky mohou způsobit potřebu močit, i když močový měchýř je téměř prázdný.
Během močení se svaly v stěně měchýře stahují, vytlačujíce moč ven do močové trubice. Současně se svaly svěrače kolem močové trubice uvolňují, pouštějíce moč ven z těla. Močová inkontinence nastane, když se svaly měchýře náhle stáhnou nebo svaly kolem močové trubice náhle uvolní.

## Ovládání a poruchy močení

### Enuréza a inkontinence
U velmi malých dětí není považováno za patologické, když nedokážou močení ovládat, opoždění ve vývoji už může být považováno za poruchu. Schopnost zadržovat močení ve dne obvykle člověk nabývá dříve než schopnost zadržovat moč ve spánku.
Trénink na toaletu je proces, kterým se děti učí omezit močení na společensky přijatelnou dobu a situaci.
Mnoho malých dětí trpí nočním pomočováním (enuréza nocturna), které je hodnoceno jako nemoc až tehdy, pokud se dítě starší pěti let pomočuje alespoň dvakrát měsíčně. U některých lidí se enuréza vyskytuje i v dospělosti.
Pomočování nebo močová inkontinence ve starším dětském věku nebo v dospělosti je považováno za poruchu, zpravidla neurologickou. Inkontinence se obvykle označuje spíše průběžné umočování, často v souvislosti s anatomickou funkční poruchou, zatímco enuréza je charakteristická kompletním vyprázdnění močového měchýře bez neurologických či anatomických anomálií. Terminologie však není zcela jednotná a enuréza je někdy počítána jako druh močové inkontinence.
Inkontinence či enuréza se může objevit nebo stupňovat zejména ve stáří, též jde o typický projev například roztroušené sklerózy. Enuréza se vyskytuje zpravidla u dětí emočně labilnějších, a u dospělých trpících například epilepsií nebo oligofrenií, často i u dětí zneužívaných apod.
Jednorázové pomočení může být též projevem akutního stresu či úleku.

### Abnormálně časté močení
Příčinou abnormálně častého močení může být například chlad, vyšší koncentrace močopudných látek, nervozita a podobně. Osobní zdravotní dispozice k častému močení se označuje například jako hyperaktivní močový měchýř, jímž údajně trpí 14 až 16 procent dospělých Evropanů, přičemž asi 40 % onemocnění zůstává neodhaleno.

### Ztížené močení
Neúměrně časté močení a příliš slabý proud moči mohou mít jak neurologické příčiny, tak anatomicko-fyziologické. U mužů to typicky bývá zbytnělá prostata.

### Paruréza
Paruréza, česky zmiňovaná například jako syndrom stydlivého měchýře, označuje druh sociální fóbie či neurologickou poruchu, kdy člověk, přestože má plný měchýř, resp. potřebu močit, se v určitých situacích není schopen vymočit – typicky například v přítomnosti nebo blízkosti jiných osob, v situaci časového nebo jiného stresu, nemožnosti se při močení zamknout, přítomnost či nepřítomnost zvukové kulisy a podobně. Některé studie odhadly výskyt parurézy na asi 7 % populace. Extrémní paruréza může člověka zcela vyloučit ze sociálního života.

### Bolest
Mezi další typické potíže s močením patří pálení při močení. To může být projevem jak infekčního, tak i neinfekčního narušení močových cest. Bolest při močení může být též příznakem onemocnění ledvin, prostaty a podobně.

### Zaměření proudu moči

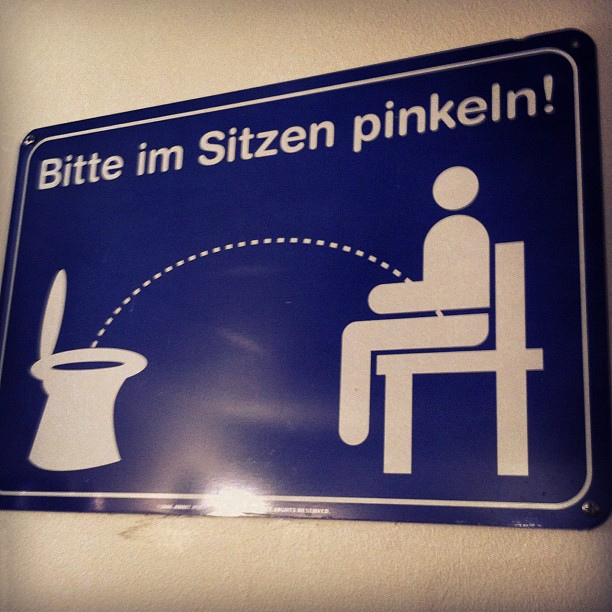
Žertovná tabule vybízející muže, aby močili vsedě

Zejména při mužském močení vestoje hraje velkou roli správné zaměření proudu moči. Nesprávně zaměřený nebo rozptýlený proud může způsobit znečištění podlahy, oděvu, obuvi, případně i nezvednutého záchodového prkénka.
Od mužů je z tohoto hlediska obvykle vyžadováno, aby si přinejmenším rukou přidržovali penis za účelem jeho nasměrováni, mnohdy se též doporučuje při močení stáhnout z penisu předkožku, což má umožnit lepší nasměrování moči, zabránit jejímu rozstřikování a má to být i vhodnější pro hygienu žaludu. Obecně je však anatomie penisu, žaludu a předkožky velmi variabilní – pro muže s fimózou je stahování předkožky nepříjemné nebo nemožné, někteří muži, ať už přirozeně nebo po obřízce, mají předkožku v základní poloze z penisu staženou a ne vždy a ne u každého je proud moči při stažené předkožce usměrněnější a ovladatelnější než při přetažené předkožce, záleží též na tvaru vyústění močové trubice, žaludu, uzdičky a podobně. Správkyně a uklízečky někdy opatřují pisoáry žertovými nápisy typu „Přistup blíže, je kratší, než si myslíš“ a ženy s oblibou nadávají na muže, kteří si před močením nezvednou prkénko. Některým ženám vadí i to, když muži nechávají sedací prkénko v základní poloze trvale zvednuté.

## Močení zvířat

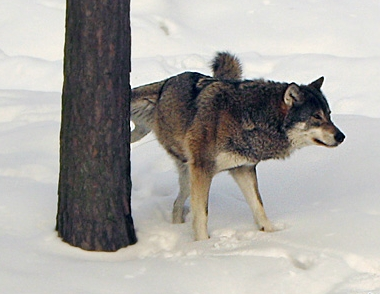
Vlk značkující své teritorium

Mnoho zvířat používá moče jako pachové značky svého teritoria; u některých druhů je moč využívána k mnoha důležitým projevům jejich sociálního chování. Označování teritoria je většinou projevem samců, kteří nemočí naráz, ale na mnoha zpravidla hraničních místech svého teritoria, pro takovéto chování se používá termín značkování.
Vzhledem k tomu, že psi zpravidla značkují u sloupů, nároží a podobných míst, psí moč podle Dušana Pijáka z Brněnských technických sítí krátí životnost stožárů veřejného osvětlení z 35 let asi o třetinu, podobný účinek ovšem má i solení komunikací a bludné elektrické proudy. Proto někteří výrobci na spodek stožáru nanášejí ještě termoplastickou manžetu či speciální nátěr. Závažné může být rovněž poškození rostlin psí močí.
Existuje řada způsobů, jak psí značkovací místa soustředit jinam ke speciálně zřízeným psím pisoárům, například František Tomeček z Brna s kolegyní v roce 2011 získali evropský patent na děravý sloupek ze dřeva, nerezu, kamene či betonu, které uchová pachy a tím láká psy, aby u něj vykonali potřebu. Jejich firma podle článku z roku 2016 ročně prodala přes 4000 kusů, z čehož kolem 40 % bylo dodáváno do ciziny. Asi pětinu objednávají obce, zbytek soukromníci pro své zahrady a pozemky; od obcí však měla firma větší tržby, protože více odebíraly dražší, betonové provedení s příslušenstvím.

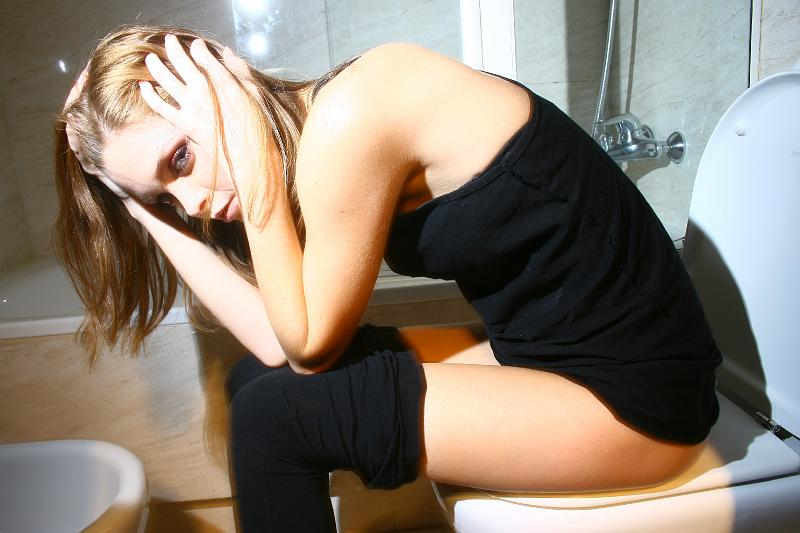
Močící žena

## Techniky, místo a společenský kontext lidského močení

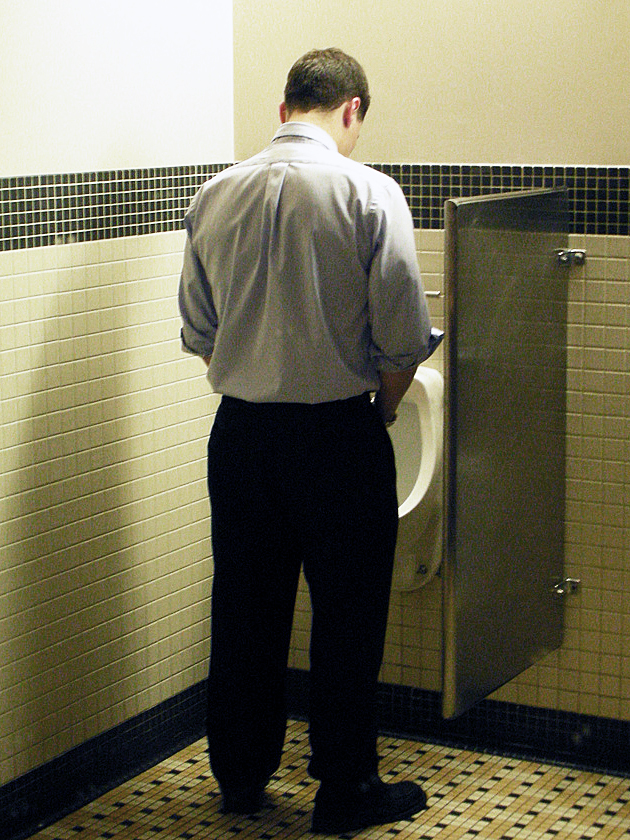
Močící muž

Kvůli rozdílům v zakončení močové trubice ženy a muže používají obě pohlaví různé techniky močení.
U žen se močová trubice otevírá přímo do vulvy. Proto moč vychází blízko těla a její dráha není kontrolována. Kvůli povrchovému napětí v moči je nejsnazší spolehnout se na gravitaci, která moč po jejím vypuštění odvede. To je snadné, sedí-li žena během močení; i když některé ženy raději nad toaletní mísou stojí v podřepu nebo předklonu. Zejména v případě, že jsou toalety hygienicky nevyhovující. V přírodě ženy řeší malou potřebu především prostřednictvím dřepu či podřepu, který je méně pohodlný. Pokud mají sukni, většinou ji vyhrnou a stáhnou spodní prádlo, v případě dlouhých kalhot se většinou stahují na úroveň kolen. Pro lepší orientaci proudu moči mají ženy tendenci se při močení v dřepu předklánět a směrovat ho pod sebe, přičemž chodidla nechávají dále od sebe a kolena spíše sevřená. Při močení v podřepu proud moči stříká z vulvy spíše dozadu a na zem dopadá zpravidla až v určité vzdálenosti za úrovní chodidel, což může ženě pomoci eliminovat riziko potřísnění obuvi. Pokud žena chce močit vestoje, může toho dosáhnout speciální manipulací genitálií určitým způsobem – orientací pánve do úhlu a rychlým tlakem proudu moči ven. Jiná možnost je použít pomocného nástroje.
Protože penis je flexibilní a vyčnívá dopředu, muži proud moči snadno kontrolují.[zdroj⁠?!] Pro muže je snadné močit vestoje, což dělá většina z nich,[zdroj?] ale též je možné močit vsedě na toaletě.

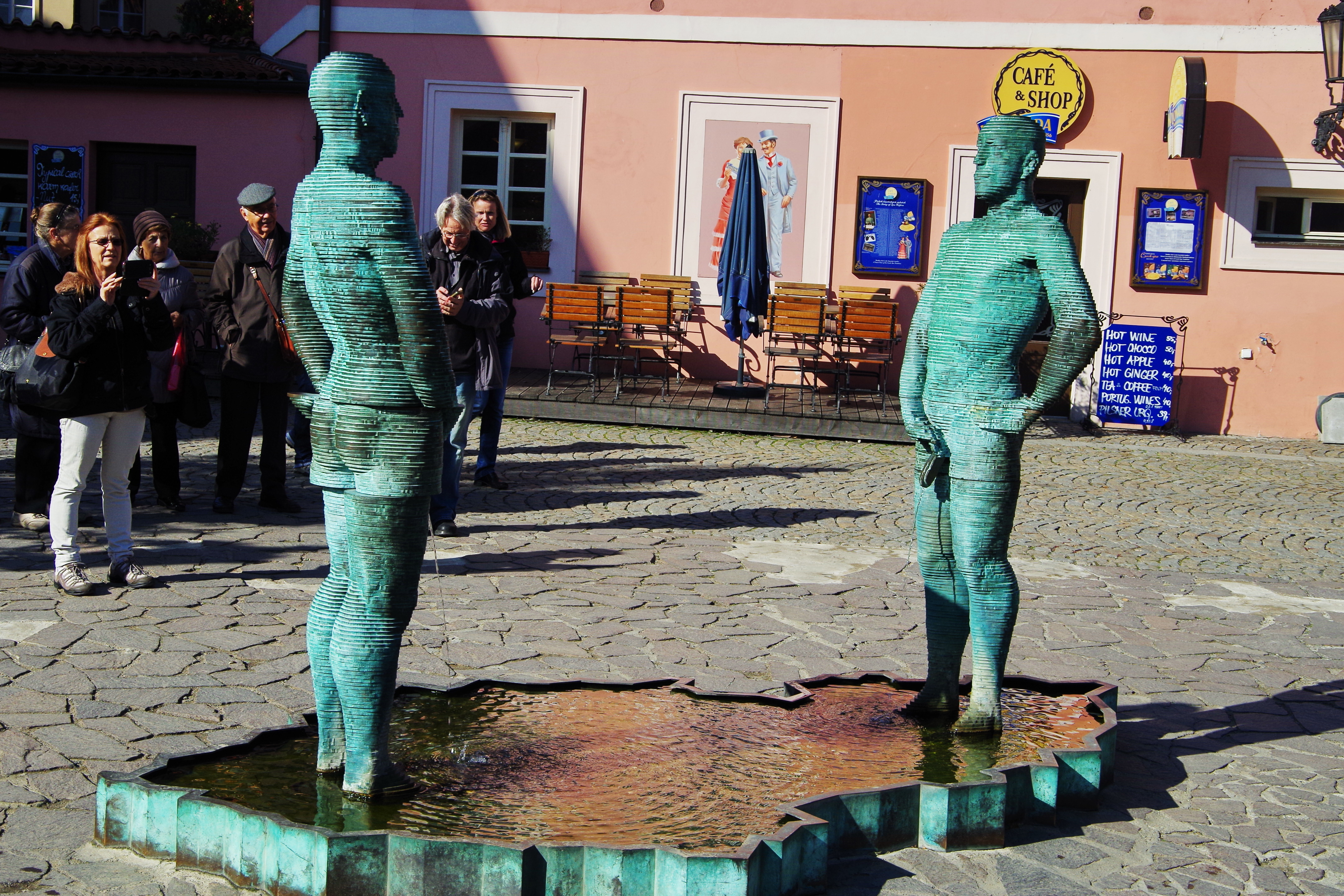
Fontána Čurající postavy, Praha, Malá Strana, David Černý, instalováno 2004

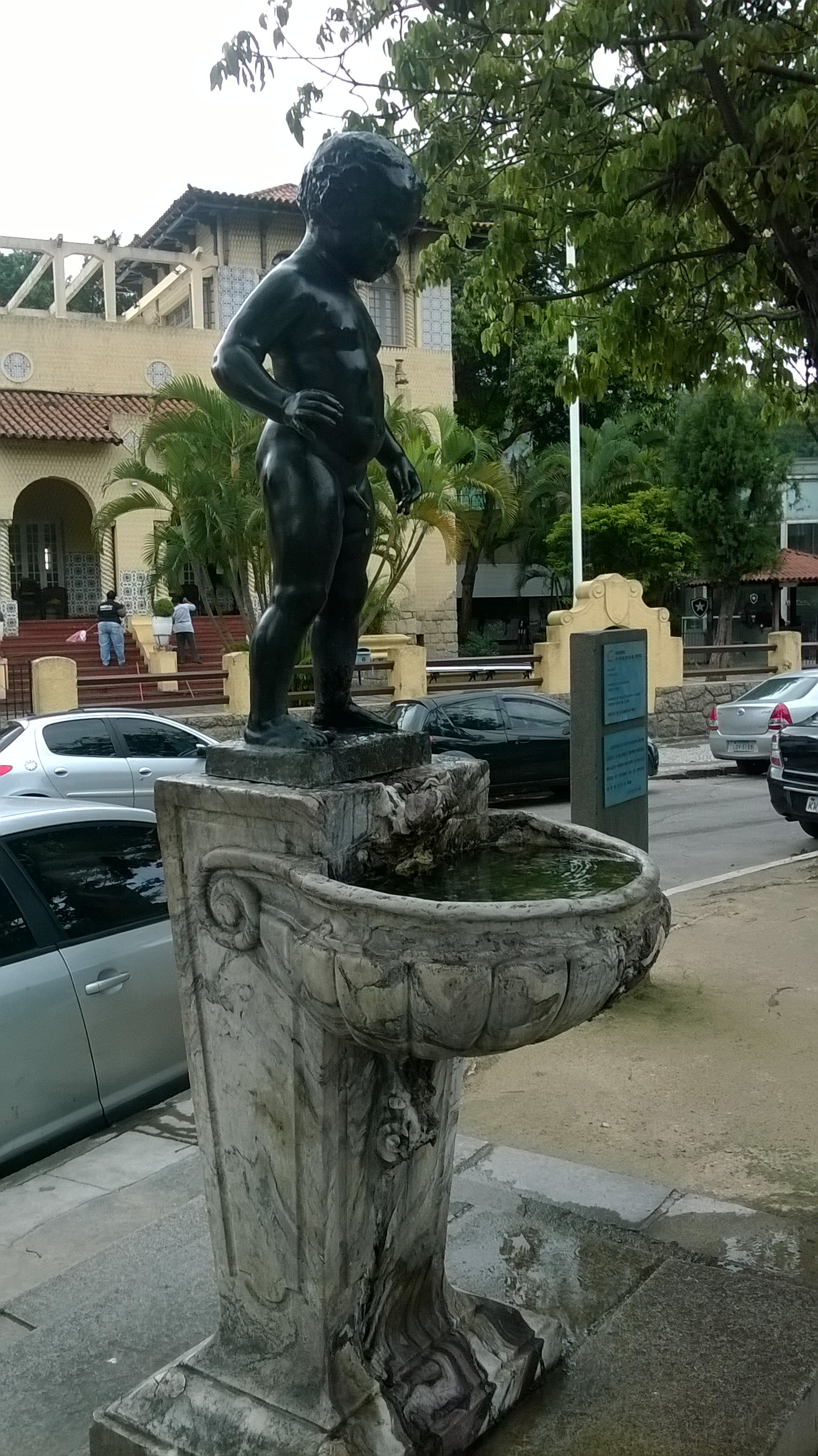
Picí fontánka v Rio de Janeiro

Je společensky akceptovanější a hygieničtější, močí-li dospělí a větší děti na záchodech.
V domácnostech se v západním civilizačním okruhu k močení zpravidla používá záchodová mísa, kterou lze k močení použít buď v sedě, muži též vestoje, při čemž je ovšem žádoucí mít zvednuté sklápěcí sedací prkénko. Záchod bývá společný pro muže i pro ženy. Podobně bývají řešeny i například záchody v železničních vozech.
Kapacitnější záchody, například v restauracích, na větších nádražích, v kulturních zařízeních, ve školách atd., bývají zřizovány odděleně pro muže i pro ženy, přičemž na pánských záchodech bývá kromě kabinky či kabinek též sekce pro močení vestoje. V minulosti byla často tvořena jen žlábkem u stěny opatřené odolným povrchem (dlaždice, nátěr), novější hygienické standardy vyžadují samostatné pisoáry, případně i zástěny mezi nimi, které mají zajistit větší míru intimity.
Za poměrně časté, ale společensky kompromitující je považováno močení do vany, v případě mužů do umyvadla. Kvůli močení do umyvadla v zasedací místnosti během redakčních porad byl například kritizován šéfredaktor The Daily Telegraph, The Sunday Telegraph a The New York Post Col Allan.
Kojenci a často i batolata močí zpravidla do plen. Dříve se zpravidla používaly látkové pleny, které se po použití praly, nyní jsou v civilizovaných zemích rozšířenější jednorázové pleny, které do sebe moč absorbují takovým způsobem, že plena sice ztěžkne, ale i nadále se ve styku s pokožkou projevuje jako suchá. Malé děti, které již částečně zvládají ovládat močení, ale ještě samostatně neovládají jeho techniku, nechávají rodiče v případě nedostupnosti záchodu vyčůrat podržením nad trávníkem nebo nad kanalizační vpustí, přičemž typicky je přitom drží pod zády či rameny a pod koleny.
V přírodě muži obvykle močí vestoje, ženy v dřepu nebo podřepu. U mužů je v některých zemích a některých společenských vrstvách do jisté míry tolerováno i močení na veřejnosti, též v závislosti na místní nedostupnosti veřejných záchodků. V čistě pánských či chlapeckých kolektivech je mnohdy společné močení stmelujícím rituálem, který může být spojen i s neformálním hodnocením, kdo dočůrá výš nebo dál, kdo má silnější proud nebo kdo močí nejdéle. Společné močení vyjadřuje též latinské přísloví: „Si amicus tuus mingit, minga, seu mingere finga!“ (Močí-li tvůj přítel, moč také, nebo močení alespoň předstírej.) Psychosociální aspekt močení zdůrazňoval též významný urolog František Křivák, který svá pojednání uvádí citátem: „Ukaž mi, jak močíš, a já ti řeknu, jaký jsi“.
Močení proti větru způsobuje potřísnění močícího rozstřikovanými kapičkami moči, proto také „močit proti proudu“ jako rčení metaforicky označuje činnosti, které jsou odsouzeny k neúspěchu a kterými činitel sám sobě uškodí. Z důvodu ochrany proti tomuto efektu i z důvodu zachování větší intimity muži často močí ke stromům, zdem, sloupům a podobným objektům.
Při čurání do sněhu lze kreativně využít barvícího a tavného efektu moči či využívat jiných efektů proudu. Toho využívá plastika Davida Černého Čurající postavy na dvoře Hergertovy cihelny (Muzeum Franze Kafky) na Malé Straně v Praze je tvořena dvěma postavami nad fontánkou ve tvaru obrysu České republiky, které proudem moči vytvářejí nápisy do hladiny jezírka, přičemž údajně lze text ovládat pomocí SMS.
V extrémním feminismu se vyskytují proudy, které nutnost močit v sedě považují pro ženy za ponižující, což řeší jak technickými pomůckami, které by ženám umožnily močit vestoje, tak výzvami k mužům, aby se vzdali své nadřazenosti a močili v sedě. Herec Bolek Polívka naopak označil ženskou situaci za výhodnou, protože žena nemusí předem řešit, jestli jde na malou nebo na velkou, prostě si sedne a uvidí se.

## Mikční deník
Mikční deník je záznam příjmu a výdeje tekutin. Využívá se v rámci určení diagnózy a léčby urologických onemocnění, například benigní hyperplazie prostaty, polyurie nebo hyperaktivního močového měchýře. Mikční deník je možné vyplňovat v papírové nebo elektronické podobě. Pacient jej obvykle vyplňuje několik po sobě jdoucích dní a následně jej odevzdá svému ošetřujícímu lékaři.